# Французька хокейна федерація
Французька хокейна федерація (фр. Fédération Française de Hockey sur Glace, FFHG) — організація, яка займається проведенням на території Франції змагань з хокею із шайбою. Як самостійна організація утворена 29 квітня 2006 року. Але ще у 1907 хокейна секція була заснована в рамках Федерації зимових видів спорту, яка стала першим членом ІІХФ 20 жовтня 1908 року. У країні — близько 100 клубів, більше 16,026 зареєстрованих гравців, 130 полів зі штучним льодом, у тому числі 50 у хокейних залах. Найбільші хокейні зали: у Парижі («Пале Омніспорт де Парі Берсі») — 16000 місць, Греноблі («Стад де Гляс») — 8000, Ліоні — 8000, Межеві — 5000. Франція — один з піонерів хокею із шайбою в Європі.

## Історія
Познайомив французів із хокеєм канадський хокеїст Джо Мігер, який у 1894 році проводив тренувальні заняття. У 1903 році відбулася перша офіційна гра Ліон — Париж, у якій із рахунком 2:1 перемогли столичні хокеїсти. Тоді ж, у 1903 році, був створений хокейний клуб Парижа — перший зареєстрований клуб у Європі. Незабаром парижани провели перший міжнародний матч — із хокеїстами Лондона. 
У 1904 році у Франції — другій з країн Європи після Великої Британії — почали розігрувати чемпіонат. Французи — одні з ініціаторів створення ІІХФ, а Луї Магне — перший президент Міжнародної федерації хокею. У 1908 році у французькому місті Шамоні відбувся перший міжнародний турнір за участю команд Лондона, Парижа, Лозанни, Брюсселя і Праги. Хокейний клуб Парижа посів 2-е місце слідом за англійцями («Прінс Клаб»). 
У 1920—30-х роках французька збірна була у числі найкращих в Європі, але до 1950-х років популярність гри у країні впала. Авторитет збірної Франції різко знизився. Нині хокей поширений перш за все у Парижі і альпійських містах-курортах (Шамоні, Гренобль, Сен-Жерве та інших). Клуби охоче вдаються до допомоги іноземних гравців, особливо канадських. 

## Турніри
Система проведення чемпіонату Франції неодноразово змінювалася. Спочатку він проводився у трьох лігах, сформованих за територіальним принципом, 2 найкращі команди кожної ліги виходили у фінал і грали у 2 кола. З 1977 року у національній лізі «А» виступають 10—12 команд. Як правило, вони проводять матчі у 2—4 кола, а потім 6—8 найкращих клубів грають у 2 кола. У 2-й лізі грають 10 команд. 
З 1936 року розігрується Кубок Франції. 
Чемпіони Франції: «Патінер де Парі» (Париж) — 1904—1906, 1908 і 1912—1914, «Спортінг Клуб» (Ліон) — 1907, «Айс Скейтінг Клуб» (Париж) - 1920, «Спорт д'Івер» (Париж) — 1921 і 1922, «Шамоні» (Шамоні) — 1923, 1925—1927, 1929—1931, 1939, 1942, 1944, 1946, 1949, 1952, 1954, 1955, 1958, 1959, 1961, 1963—1968, 1970—1973, 1976 і 1979, «Стад Франсе» (Париж) — 1932, 1933 і 1935, «Рапід де Парі» (Париж) — 1936-1938 і 1989, «Расінг Клуб» (Париж) — 1950 і 1951, «Університет Клуб» (Париж) — 1953, «Патінер Ліонне» (Ліон) — 1956, АСББ (Париж) — 1957, 1960 і 1962, «Сен-Жерве» (Сен-Жерве) — 1969, 1974, 1975, 1983, 1985 і 1986, «Гап» (Гап) — 1977 і 1978, «Тур» (Тур) — 1980, «Гренобль» (Гренобль) — 1981, 1982, 1991 і 1998, «Межев» (Межев) — 1984, «Монблан» (Межев) — 1987 і 1988, «Руан» (Руан) — 1990, 1992—1995, «Брест» — 1996, 1997.

## Гравці та національна збірна
Збірна Франції перший міжнародний матч провела у 1906 році зі збірною Бельгії (2:6), на ЧС — 25 квітня 1920 року в Антверпені зі збірною Швеції (0:4). Збірна Франції — чемпіон Європи 1924, срібний призер ЧЄ 1923. Найкращий результат команди на ЧС — 6—7-е місця (1920), на зимових Олімпійських іграх — 11-е місце (1988). 
Найсильніші гравці Франції різних років: 
- воротарі: Філіпп Лефебюр, А. Куші, Даніель Марік;
- захисники: Р. Мюнті, Х. Хасслер, Жерар Сімон, Мішель Люссьє, Жан-Філіпп Лемуан;
- нападники: Леон Куалья, Марсіаль Кувер, Рауль Кувер, Жак Лакар'єр, П. Ляліберте, Філіпп Рей, Жан Вассьє, Гі Дюпюї, Андре Пелоффі, Франк Пажонковскі, Філіпп Бозон, Полен Бордело, Дерек Хаас.